# Gavrilovo-Posadsky (huyện)
Huyện Gavrilovo-Posadsky (tiếng Nga: ? райо́н) là một huyện hành chính tự quản (raion), của Tỉnh Ivanovo, Nga. Huyện có diện tích 972 km², dân số thời điểm ngày 1 tháng 1 năm 2000 là 21500 người. Trung tâm của huyện đóng ở Gavrolov Posad.